# Alena Grygarová
Alena Grygarová (* 21. února 1948) byla česká a československá politička Komunistické strany Československa a poslankyně Sněmovny lidu Federálního shromáždění za normalizace.

## Biografie
K roku 1976 se profesně uvádí jako zámečnice. Ve volbách roku 1976 zasedla do Sněmovny lidu (volební obvod č. 119 - Frýdlant nad Ostravicí, Severomoravský kraj). Byla tehdy zvolena jako bezpartijní poslankyně. Mandát obhájila ve volbách roku 1981 (obvod Frýdlant nad Ostravicí), opět jako bezpartijní ale v průběhu výkonu mandátu se stala kandidátkou na členství v KSČ, volbách roku 1986 (obvod Frýdlant nad Ostravicí), nyní již jako členka KSČ. Ve Federálním shromáždění setrvala do konce funkčního období, tedy do svobodných voleb roku 1990. Netýkal se jí proces kooptací do Federálního shromáždění po sametové revoluci.